# Блок 2БЛ
Блок 2БЛ — радянський розгінний блок сімейства розгінних блоків Л.
Використовувався як четвертий ступінь ракети-носія Молнія-М для виведення на опорну орбіту з апогеєм 39700 км і перигеєм ~600 км, апаратів системи раннього попередження про ракетний напад — Око, а також Інтербол-1, Інтербол-2.
Суха вага блоку 2БЛ — 1200 кг, заправленого — 7,0 тонн.
Всього здійснено 88 запусків. Останній запуск відбувся в 2010 році.